# Дуелянт (фільм, 2016)
«Дуелянт» (рос. «Дуэлянт») — російський історичний фільм-трилер 2016 року режисера Олексія Мізґірьова. Фільм розповідає про професійного дуелянта, який заробляє на життя, беручи участь у поєдинках за інших людей.
Світова прем'єра стрічки відбулася 2 вересня 2016 року на Міжнародному кінофестивалі в Торонто. В Росії стрічка вийшла в широкий прокат 29 вересня 2016 року. В Україні стрічка також вийшла у широкий прокат 29 вересня 2016 року, для українського прокат було дубльовано українською мовою студією Le Doyen.

## У ролях
- Петро Федоров — Яковлєв
- Володимир Машков — граф Беклемішев
- Мартін Вуттке — німецький барон
- Юлія Хлиніна — княжна Марфа Тучкова
- Юрій Колокольников — Басаргін, кредитор графа
- Франциска Петрі — велика княгиня Олександра Йосипівна
- Сергій Гармаш — Василь Васильович Семенов, однорукий дворянин з провінції
- Олександр Яценко — Яковлєв-молодший

## Виробництво
Зйомки фільму відбувалися у Санкт-Петербурзі у 2015 році.

## Сюжет
Відставний офіцер Яковлєв стріляється на дуелі за домовленістю, представляючи одного з супротивників — російський дуельний кодекс дозволяв заміну дуелянта. Яковлєв стріляється за гроші, однак єдине, що для нього по-справжньому важливо — його власна честь. Минуле його драматичне. Його публічно принизили. Йому загрожувала ганебна смерть, але він зміг вижити. Після довгих років заслання і поневірянь він повертається в Санкт-Петербург із єдиною метою — помститися всім винним в своїх нещастях і повернути зганьблену честь.

## Відгуки кінокритиків
Фільм отримав негативні відгуки від українських кінокритиків.